# Monti Castiñeiras
Monti Castiñeiras, de nombre real completo Ramón Castiñeiras Rodríguez (n. 6 de septiembre de 1963), es un actor español.

## Biografía
Actor de extensa trayectoria profesional. Ha trabajado en cine, teatro, televisión y publicidad.
Gran parte de su carrera se ha desarrollado en la comunidad autónoma de Galicia, donde ha trabajado en varias películas y cortos, así como en la práctica totalidad de las series emitidas por la cadena autonómica gallega TVG desde finales de los años 1990, bien con personajes fijos o con colaboraciones.
También se le ha visto en apariciones capitulares de algunas series de éxito a nivel nacional como Un paso adelante o El comisario entre otras, además de su papel fijo en la telenovela Géminis, venganza de amor.
En el cine ha trabajado en 2 ocasiones a las órdenes de Antonio Mercero y en teatro ha sido autor y productor, además de protagonista, de uno de sus últimos espectáculos, Borracheira de paixón (Borrachera de pasión).
Además también trabaja como actor de doblaje en Galicia desde los años 1990 y a día de hoy todavía sigue implicado en el oficio.
Estudió Filología Inglesa y Magisterio en la Universidad de Santiago de Compostela. En cuanto a su formación como actor, ha estudiado interpretación, danza, expresión corporal, ortofonía, dicción, canto, voz, narración oral, etc. con Arnold Tarraborelli, Begoña Valle, Marta García,   Jesús Aladrén, Ramón Bermejo, Vicente Fuentes, Assumpta Serna, Scott Cleverdon o José Campanari, entre otros.

## Películas
- Divinas palabras (1987), de José Luis García Sánchez. Como Urbino.
- Érase otra vez (2000), de Juan Pinzás. Como Rosendo.
- Condenado a vivir (2001) (TV), de Roberto Bodegas. Como Médico.
- El alquimista impaciente (2002), de Patricia Ferreira. Como Policía Científica.
- Días de boda (2002), de Juan Pinzás. Como Rosendo.
- Ilegal (2003), de Ignacio Vilar. Como David.
- El lápiz del carpintero (2003), de Antón Reixa. Como Alejandro.
- Planta 4ª (2004), de Antonio Mercero. Como Doctor Marcos.
- Secuestrados en Georgia (2003) (TV), de Gustavo Balza. Como Lucas.
- Pataghorobí (2005) (TV), de Ricardo Llovo. Como Raúl.
- Viure sense por (2005) (TV), de Carlos Pérez Ferré. Como Julià.
- La Atlántida (2005) (TV), de Belén Macías. Como Pablo.
- Los aires difíciles (2006), de Gerardo Herrero. Como Miguel.
- A Biblioteca da iguana (2006) (TV), de Antón Dobao. Como Xulio.
- ¿Y tú quién eres? (2007), de Antonio Mercero. Como Fernando.

## Cortometrajes
- Vídeo doméstico (1995), de Chema Gagino.
- Isolina do Caurel (1997), de Chema Gagino. Como Reimundo.
- Os pocillos (1999), de Pedro Carrasco Solla.
- Tanto ten (2000), de Pedro Carrasco Solla.
- O solpor (2000), de la Escola de Imaxe e Son de La Coruña.
- En qué consiste la vida (2001), de Sergio Vázquez Torrón.
- Adversa fortuna (2001), de la Escola de Imaxe e Son de Vigo.
- Ruleta (2002), de Helena Saá.
- O trasto (2003), de Rafael Calvo. Como Marcos.
- Te quiero mal (2005), de Mireia Giró. Como Cristian.
- O Hospital (2007), de Iván Seoane. Como Castro.

## Televisión

### Personajes fijos
- O Nordés (2009). Como Mateo Rúa. TVG.
- Libro de familia (2005). Como Telmo Seoane. TVG.
- Géminis, venganza de amor (2002). Como Gustavo. La Primera de TVE.
- Mareas vivas (2000). Como Xurxo Vázquez. TVG.
- Os vixilantes do Camiño (1999) (voz), de Ángel Izquierdo y Antonio Zurera. TVG.
- Matalobos (2009). Como Darío Vargas. TVG.
- Serramoura (2014-2020). Como Santos. TVG.
- Fariña (2018). Como Luis Colón "Colombo". Antena 3.
- A lei de Santos (2020). Como Santos. TVG.
- Auga Seca (2020). Como Mauro Galdón. TVG.
- Un asunto privado (2022). Como Alfonso Quiroga. TVG.

### Personajes episódicos
- A Familia Pita (1996). TVG.
- Nada es para siempre (2000). Antena 3.
- Fíos (2001). TVG.
- Terra de Miranda (2001). TVG.
- El comisario (2001). Como José Mari. Telecinco.
- Abogados (2001). La Primera de TVE.
- Galicia Express (2001). TVG.
- Pequeno hotel (2001). TVG.
- El pantano (2003). Como Diego Sánchez. Antena 3.
- Un paso adelante (2003). Como Félix. Antena 3.
- As leis de Celavella (2004). Como Vicente Rego. TVG.
- Hospital Central (2005). Telecinco.
- Rías Baixas (2000). TVG.
- Los misterios de Laura.  Como Ismael (8 episodios 2009-2011) TVE1.
- Clanes. Como el padre de Ana (2 episodios, 2024) Netflix.

## Teatro
- Amantes, vencedores e vencidos (1982), de Brian Friel. (Compañía Ítaca). Dirigida por Eduardo Puceiro.
- As laranxas máis laranxas de todas as laranxas (1983), de Carlos Casares (Compañía Ítaca). Dirigida por Eduardo Puceiro.
- Rei Lear (1990), de William Shakespeare. (Compañía Teatro do Noroeste). Dirigida por Eduardo Alonso.
- Noite de Reis (1997), de William Shakespeare. (Compañía Teatro do Noroeste). Dirigida por Eduardo Alonso.
- Borracheira de paixón (2003-2004), de X. Morais, Monti Castiñeiras, Manuel San Martín. (Fórmula Films). Dirigida por Pilar Massa.